# Королівський виставковий центр (Мельбурн)
Королівський виставковий центр — об'єкт світової спадщини в Мельбурні, Австралія, побудований у 1879-80 рр. у рамках міжнародного виставкового руху, який включав близько 50 виставок, проведених упродовж 1851—1915 рр. в усьому світі. Споруда площею близько 26 гектарів, завдовжки 150 метрів, навколо неї — чотири міські вулиці (Ніколсон-9, Вікторія, Карлтон і Ратдаун). Побудовано для проведення Мельбурнської міжнародної виставки у 1880—1881 рр. Протягом 20-го ст. окремі частини споруди були знесені чи пережили пожежу, але головна будівля, відома як Великий зал, збереглась.
Королівський виставковий центр був відновлений у 1990-х рр., а у 2004 р. став першою спорудою в Австралії, яка отримала статус світової спадщини ЮНЕСКО, і однією з останніх великих виставкових споруд 19 ст. у світі. Поряд розташований Мельбурнський музей. Сьогодні у споруді проводять різноманітні виставки та інші заходи.

## Історія
Будівлю проектовано архітектором Джозефом Рідом. За словами самого Ріда, на еклектичний дизайн споруди його надихнули численні архітектурні об'єкти. Виставкове приміщення побудоване з цегли, дерева, сталі та шиферу, являє собою поєднання візантійського, романського, ломбардського та італійського Ренесансу.
Купол був змодельований за зразком Флорентійського собору, водночас як головні павільйони були створені під впливом кількох споруд із Нормандії. Споруда хрестоподібна у плані, у формі латинського хреста, з довгими нефоподібними крилами, симетрично розташованими на схід та захід від центрального купола та коротшим північним крилом.
Великий зал зберігся у прекрасному стані, увінчаний восьмикутним барабаном і куполом, висота якого сягає 68 метрів, а ширина — 18,3 метри. Конструкція купола базується на поєднанні чавуна та дерев'яного каркасу і має подвійну оболонку. Вікна в барабані купола забезпечують яскраве сонячне освітлення. Інтер'єр витримано у кольоровій гамі 1901 року, він включає фрески і напис «Вікторія вітає всі народи» під куполом, який зберігся з 1888 р. Того ж року в будівлі з'явилося електричне освітлення, що забезпечило можливість відвідувати міжнародну виставку навіть у вечірній час. Внутрішній декор змінився між двома виставками 1880 та 1888 рр. У 1880 р. стіни залишалися нефарбованими, а вікна та двері набули зеленого кольору. У 1888 р. стіни вперше пофарбовано. Оформлення інтер'єрів виконав дизайнер Джон Росс Андерсон.
Головний будівельник — Девід Мітчел, член Ради Королівського сільськогосподарського товариства та Асоціації будівельників і підрядників.
Наріжний камінь фундаменту був закладений губернатором штату Вікторія Джорджем Боуеном 19 лютого 1879 р., будівництво було завершене всього за 18 місяців, а вже 1 жовтня 1880 р. у будинку була відкрита Мельбурнська міжнародна виставка. Споруда складалась із Великого залу площею понад 12000 м² і численних тимчасових галерей.

## Реставраційні роботи
Ремонт становив заміну дерев'яної підлоги та інші зовнішні, та внутрішні роботи. Більшість дерев'яних сходів було замінено бетонними з метою забезпечення заходів безпеки. Попри значні будівельні втручання споруда залишилася автентичною, а всі пізні добудови були знесені. Уряд Австралії виділив кошти для подальшої реконструкції та захисту будівлі. У жовтні 2009 р. розпочато відновлення колишнього Німецького саду, підвал будівлі буде перетворено на кураторський виставковий центр. Заплановано, що ремонтні роботи будуть завершені у 2020 році.

## Сучасне використання
Королівський виставковий центр все ще використовується як комерційний виставковий майданчик, де регулярно проводять багато заходів, зокрема, Мельбурнську міжнародну виставку квітів та садів. Королівський виставковий центр використовується як екзаменаційний зал університету Мельбурна, Королівського технологічного університету та кількох шкіл.
Нині споруда — вже не найбільший комерційний виставковий центр міста. Сучасною альтернативою став Мельбурнський виставковий конференц-зал.

## Галерея

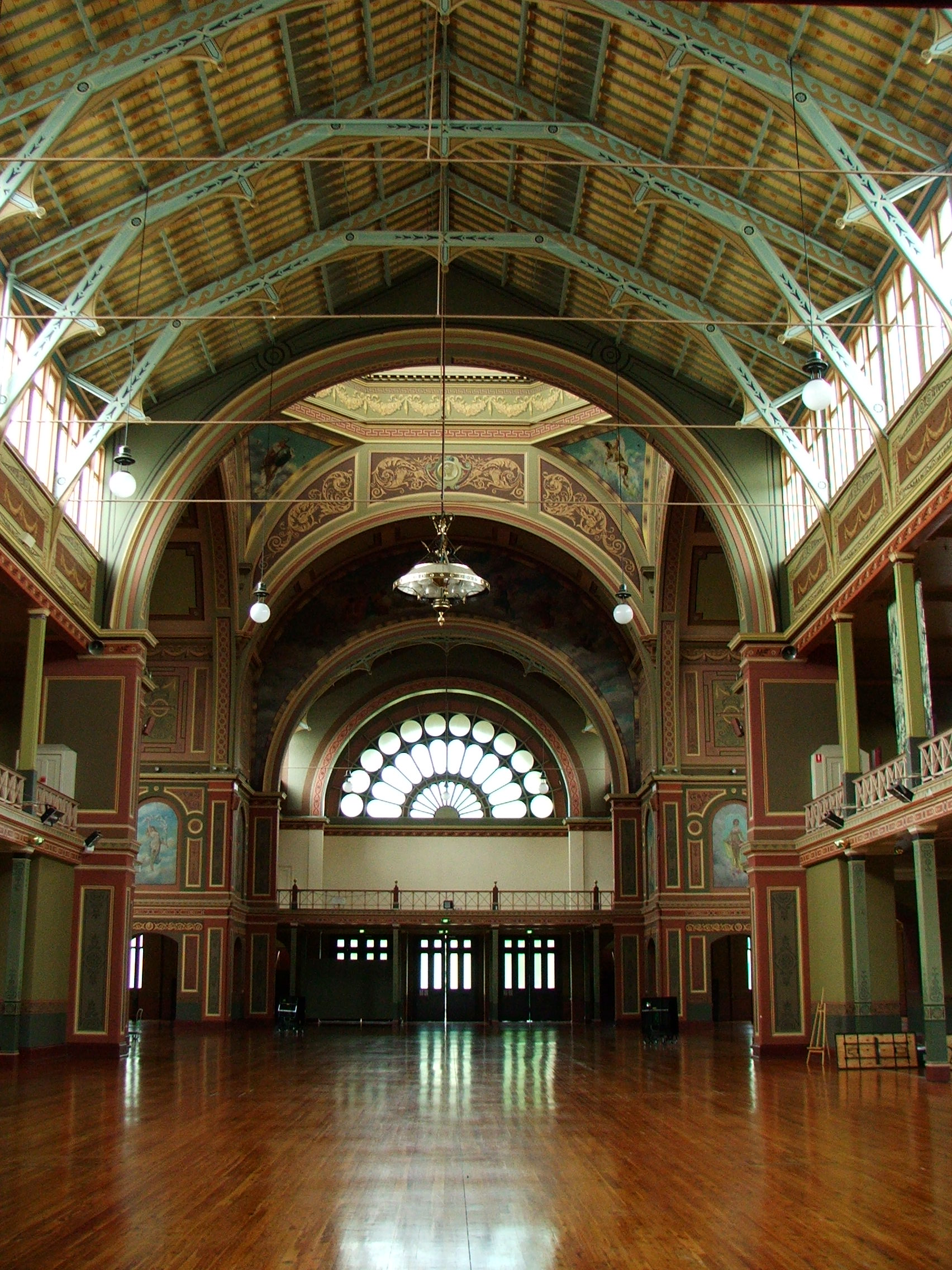
Головний зал будівлі
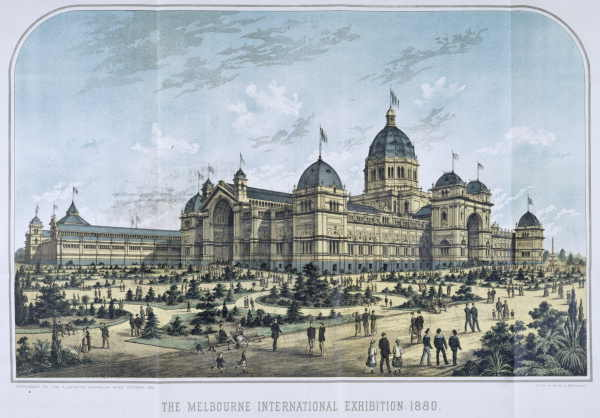
Літографія будівлі у 1880 р.
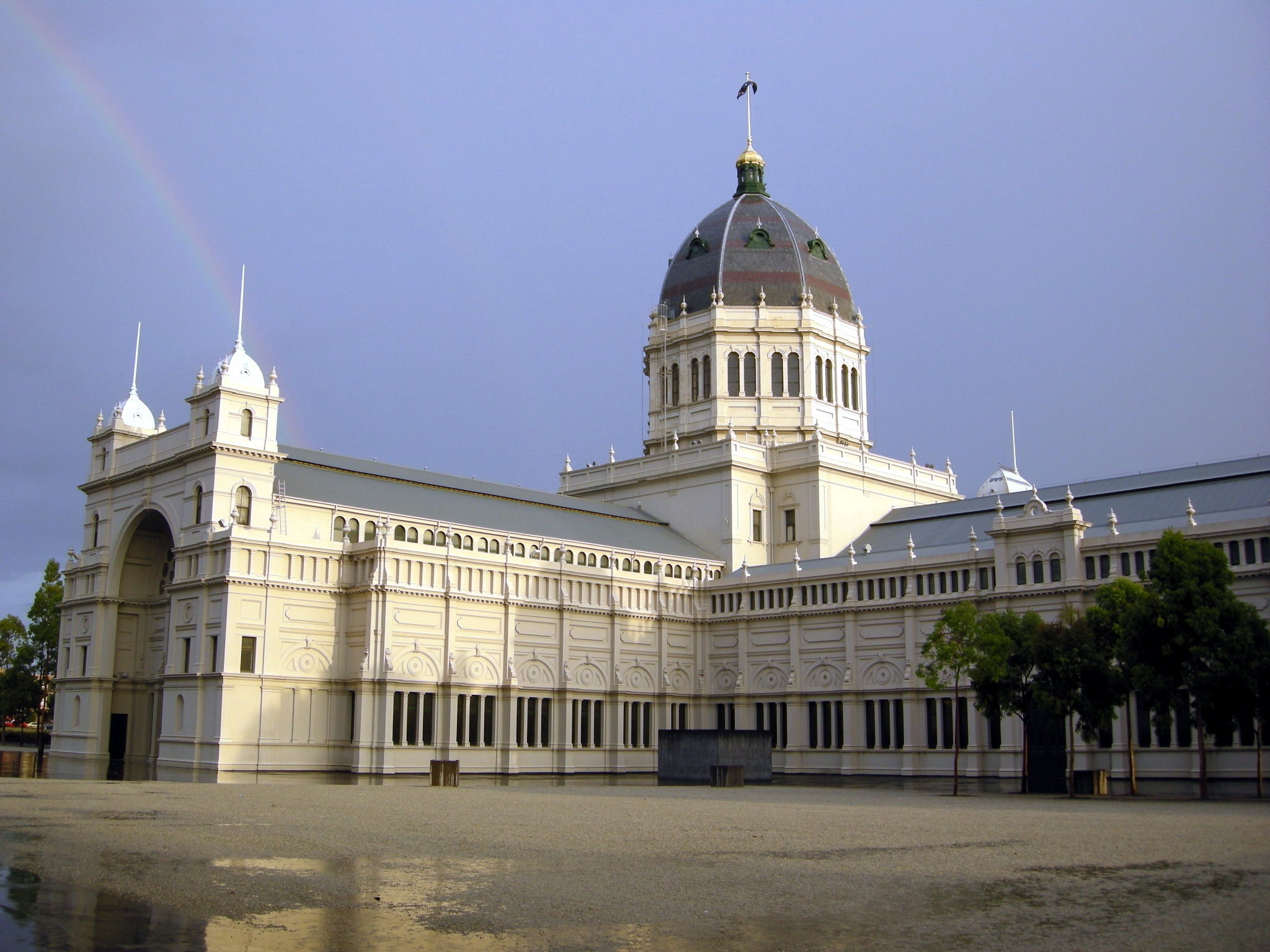
Королівський виставковий центр. Сучасний вигляд.
Панорамний вигляд будівлі.